# The Cherrytree Sessions
The Cherrytree Sessions là đĩa mở rộng (EP) đầu tay của nữ ca sĩ người Mỹ Lady Gaga. EP gồm ba bài hát nhạc acoustic được chuyển thể từ ba bản hit trước đây của nữ ca sĩ gồm "Poker Face", "Just Dance" và "Eh, Eh (Nothing Else I Can Say)". EP ra mắt công chúng vào ngày 3 tháng 2 năm 2009 thông qua cửa hàng các ấn phẩm âm nhạc Borders và dưới dạng nhạc số, và sau này được tái phát hành dưới định dạng CD vào tháng 8 năm 2010.
Kể từ khi phát hành, The Cherrytree Sessions đã nhận được những phản hồi tích cực từ giới phê bình. Họ đánh giá cao khả năng thanh nhạc và phần âm nhạc của các ca khúc có sự hòa quyện giữa các loại hình nghệ thuật cabaret và beatbox có trong EP. EP từng đạt vị trí thứ 32 trên Mexican Albums Chart.

## Bối cảnh và sáng tác
Trước khi EP chính thức ra mắt, chủ tịch hãng thu âm Cherrytree Records là Martin Kierszenbaum từng có dự định phát hành một tuyển tập các EP có tựa đề The Cherrytree Sessions nhằm mục đích quảng bá nghệ sĩ của hãng. Với sự giúp đỡ của Tony Ugval, Kierszenbaum đã thu thập và lưu trữ được những hình ảnh và các bản thu âm từ các buổi biểu diễn trực tiếp của các nghệ sĩ do hãng thu âm của anh quản lý. Nhằm đáp ứng yêu cầu từ người hâm mộ, Kierszenbaum quyết định phát hành thương mại những nội dung âm nhạc nói trên, phát biểu rằng "chẳng bao lâu nữa, chúng ta sẽ được tận hưởng một tuyển tập kỳ diệu các bản thu âm: vừa nghe có vẻ như đang bắt chước các nhạc phẩm khác, vừa nghe có vẻ khá bất ngờ."
Các bài hát do Gaga trình bày trong The Cherrytree Sessions lần đầu tiên được phát hành bằng một video đăng tải lên website chính thức của hãng thu âm. Video bắt đầu bằng phân cảnh Gaga và nhà sản xuất thu âm Space Cowboy đến văn phòng của Kierszenbaum một cách bất ngờ. Văn phòng đó có tên là The Cherrytree House. Sau khi thảo luận về các chuyến du lịch đến nước ngoài của nữ ca sĩ, Gaga thể hiện phiên bản nhạc acoustic của ca khúc "Just Dance" với sự hỗ trợ của một cây đàn điện tử, tiếp đó là ca khúc "Poker Face" bản acoustic. Toàn bộ lần gặp gỡ đó đã được ghi lại và được phát hành trực tuyến dưới dạng streaming trên website của Cherrytree Records, cùng thời điểm mà "Just Dance" vươn lên hạng quán quân trên bảng xếp hạng Hot Digital Songs của tạp chí Billboard vào năm 2008.
EP chứa đựng ba ca khúc, tất cả chúng trước đây từng là những đĩa đơn thành công của Gaga nằm trong album phòng thu đầu tay của cô mang tên The Fame (2008), được ghi âm lại từ sự kiện gặp gỡ trên. AllMusic từng so sánh "màn trình diễn piano độc tấu" "Poker Face" với loại hình nghệ thuật cabaret, trong khi "Just Dance" lại sử dụng đàn synthesizer làm nhạc cụ chính. Bài hát cuối cùng, "Eh, Eh (Nothing Else I Can Say)" (do Space Cowboy biểu diễn) sử dụng đàn phím điện tử và kỹ thuật beatbox làm nhạc cụ chính.

## Tiếp nhận từ giới phê bình
| Đánh giá chuyên môn | Đánh giá chuyên môn |
| Nguồn đánh giá      | Nguồn đánh giá      |
| Nguồn               | Đánh giá            |
| ------------------- | ------------------- |
| AllMusic            | [ 6 ]               |
| Bloomberg L.P.      | [ 8 ]               |
| Daily Express       | [ 9 ]               |

The Cherrytree Sessions chính thức phát hành vào ngày 3 tháng 2 năm 2009 tại Hoa Kỳ và vào tháng 3 năm 2009 đến năm 2010 tại một số các nước châu Âu, trong đó có Pháp. Nhà phê bình Mark Beech từ công ty chuyên về truyền thông Bloomberg L.P. đã viết một bài đánh giá tích cực về EP, tặng cho album 3 trên 4 sao. Nhà phê bình này cũng đánh giá cao khả năng ca hát của Gaga và nhận xét rằng EP "đã cho người nghe biết rằng Gaga không chỉ là một cô gái mặc một chiếc váy ngắn dễ bắt lửa và một chiếc áo ngực bắn tia lửa điện." Simon Gage từ tờ Daily Express quyết định đánh giá album 3 trên 5 sao, bày tỏ sự ngạc nhiên của người này trong một bài đánh giá có nội dung nhắc đến khả năng thanh nhạc. Khả năng ấy "thường nắm ẩn dưới giai điệu eurodance bắt tai", người này nói thêm. "Trước đây, trong các phiên bản đơn giản hơn của các ca khúc như Just Dance và Poker Face, giọng hát của cô ấy cũng như chính các ca khúc đã có nhiều cơ hội được tỏa sáng hơn." Nhà phê bình Stephen Thomas Erlewine từ AllMusic đã trao tặng cho EP 3 trên 5 sao. Ông cho rằng các ca khúc trong EP đã "thể hiện thành công khả năng thanh nhạc của Gaga cũng như khả năng sáng tác nhạc của cô ấy." Erlewine khen ngợi phần âm nhạc của "Eh, Eh (Nothing Else I Can Say)" và cho rằng nó là sự bổ sung quan trọng làm tăng tính thẩm mỹ cho phiên bản gốc.
The Cherrytree Sessions ra mắt trên Mexican Albums Chart tại vị trí thứ 45 vào số xuất bản ngày 20 tháng 8 năm 2010, rồi vươn lên hạng 32 vào tuần tiếp theo. Dù không lọt vào bất kỳ bảng xếp hạng album nào của tạp chí Billboard, nhưng theo ghi nhận của Nielsen SoundScan, EP được tiêu thụ hơn 9.000 bản tại Hoa Kỳ tính đến tháng 9 năm 2010.

## Danh sách ca khúc
| STT              | Nhan đề                                                        | Sáng tác                       | Sản xuất            | Thời lượng |
| ---------------- | -------------------------------------------------------------- | ------------------------------ | ------------------- | ---------- |
| 1.               | "Poker Face" (phiên bản piano có lời nhạc)                     | Lady Gaga RedOne               | Martin Kierszenbaum | 3:38       |
| 2.               | "Just Dance" (phiên bản "trần trụi")                           | Lady Gaga RedOne Aliaune Thiam | RedOne Kierszenbaum | 2:06       |
| 3.               | "Eh, Eh (Nothing Else I Can Say)" (phiên bản organ và beatbox) | Lady Gaga Kierszenbaum         | Kierszenbaum        | 3:03       |
| Tổng thời lượng: | Tổng thời lượng:                                               | Tổng thời lượng:               | Tổng thời lượng:    | 8:48       |

## Đội ngũ thực hiện
Đội ngũ thực hiện được điều chỉnh trên AllMusic và chú thích trên bìa album.
| - Mary Fagot – chỉ đạo nghệ thuật - Vincent Herbert – giám đốc sản xuất, A&R - Martin Kierszenbaum – sản xuất, A&R - Lady Gaga – hát chính - Meeno – nhiếp ảnh gia (chụp hình bìa) - RedOne – sản xuất - Space Cowboy – beatbox - Tony Ugval – hoàn thiện âm thanh, phối khí |

## Xếp hạng
| Bảng xếp hạng (2010)    | Vị trí xếp hạng cao nhất |
| ----------------------- | ------------------------ |
| Mexico (Top 100 Mexico) | 32                       |

## Lịch sử phát hành
| Khu vực                                           | Ngày phát hành      | Định dạng          | Hãng đĩa                                  |
| ------------------------------------------------- | ------------------- | ------------------ | ----------------------------------------- |
| Canada                                            | 3 tháng 2 năm 2009  | Tải kỹ thuật số    | Universal                                 |
| Hoa Kỳ                                            | 3 tháng 2 năm 2009  | Tải kỹ thuật số    | Streamline Kon Live Cherrytree Interscope |
| Hoa Kỳ (phát hành duy nhất trên cửa hàng Borders) | 3 tháng 3 năm 2009  | CD                 | Streamline Kon Live Cherrytree Interscope |
| Hoa Kỳ                                            | 3 tháng 8 năm 2010  | CD                 | Streamline Kon Live Cherrytree Interscope |
| Pháp                                              | 3 tháng 8 năm 2010  | CD                 | Streamline Kon Live Cherrytree Interscope |
| Đức                                               | 3 tháng 8 năm 2010  | CD                 | Streamline Kon Live Cherrytree Interscope |
| Anh Quốc                                          | 3 tháng 8 năm 2010  | CD                 | Streamline Kon Live Cherrytree Interscope |
| Canada                                            | 10 tháng 8 năm 2010 | CD                 | Universal                                 |
| México                                            | 10 tháng 8 năm 2010 | CD tải kỹ thuật số | Universal                                 |